# Tower 42
Der Tower 42 ist ein Hochhaus in London. Es ist mit 183 Metern das zweithöchste in der City of London und das siebthöchste der gesamten Stadt.

## Geschichte
Das Gebäude wurde 1971 bis 1979 nach Plänen des Büros des aus der Schweiz stammenden britischen Architekten Richard Seifert als Hauptsitz der National Westminster Bank errichtet und 1980 fertiggestellt. Die damaligen Baukosten betrugen 72 Mio. englische Pfund. Der Bau benötigte 100.000 t Beton und 3000 t Stahl.
Zum Zeitpunkt seiner Errichtung war der als NatWest Tower bezeichnete Wolkenkratzer sehr umstritten, da er das mit Abstand höchste Gebäude der City of London war. Von vergleichbarer Höhe war nur der Post Office Tower im Londoner Stadtteil Camden.
Weil die Planung des Gebäudes aufgrund bürokratischer Hürden zehn Jahre in Anspruch nahm, war der NatWest Tower kurz nach der Eröffnung bereits veraltet. Es war nicht möglich, die Infrastruktur für die Mitte der 1980er-Jahre eingeführte Informationstechnik in das Gebäude einzubauen, denn die Stockwerke waren zu klein und zu nahe übereinander, sodass es nicht möglich war, die dazu notwendige Verkabelung und Klimatisierung einzubauen.
Die Rezession Anfang der 1990er Jahre führte zu einer Welle von Entlassungen im Bankensektor und zu einer Verlagerung von Abteilungen aus dem Hauptsitz der Bank. Bei einem in der Nähe stattfindenden Terroranschlag der Provisional Irish Republican Army (IRA) am 24. April 1993 wurde der Wolkenkratzer stark beschädigt. Nach der zwingend erforderlichen Sanierung entschied sich der Eigentümer zum Verkauf. Die neue Eigentümerin, eine Immobiliengesellschaft, benannte das Gebäude entsprechend der Anzahl der nutzbaren Stockwerke in Tower 42 um und vermietete es an mehrere Parteien.

## Bauwerk
Der Grundriss des 183 m hohen Wolkenkratzers weist Ähnlichkeiten mit dem Logo der Bank auf. Ursprünglich waren zwei Türme vorgesehen, wovon aber nur einer gebaut wurde. Die tragende Struktur besteht aus einem zentralen durch Rippen verstärkten Stahlbetonkern, an dem die auskragenden Stockwerke aufgehängt sind. Die Fundierung besteht aus einer 18 m unter dem Straßenniveau liegenden Betonplatte, die auf 24 m langen Bohrpfählen im Grund verankert ist.
Bei Eröffnung war der Wolkenkratzer der höchste ohne zusätzliche äußere Verspannung der Fassade.
Die 42 nutzbaren Stockwerke werden von doppelstöckigen Aufzügen bedient, wobei die Stockwerke 23 und 24 als Sky Lobby dienen. Im Stockwerk 43 bis 44 sind Technikräume untergebracht, Stockwerk 45 wird von der Kühlanlage des Gebäudes genutzt, das Stockwerk 46 bildet das Dach des Gebäudes.
Der Wolkenkratzer bietet Arbeitsplätze für 2500 Angestellte. Eine automatische Reinigungsanlage hält die 2000 m² große Glasverkleidung der Fassade sauber.

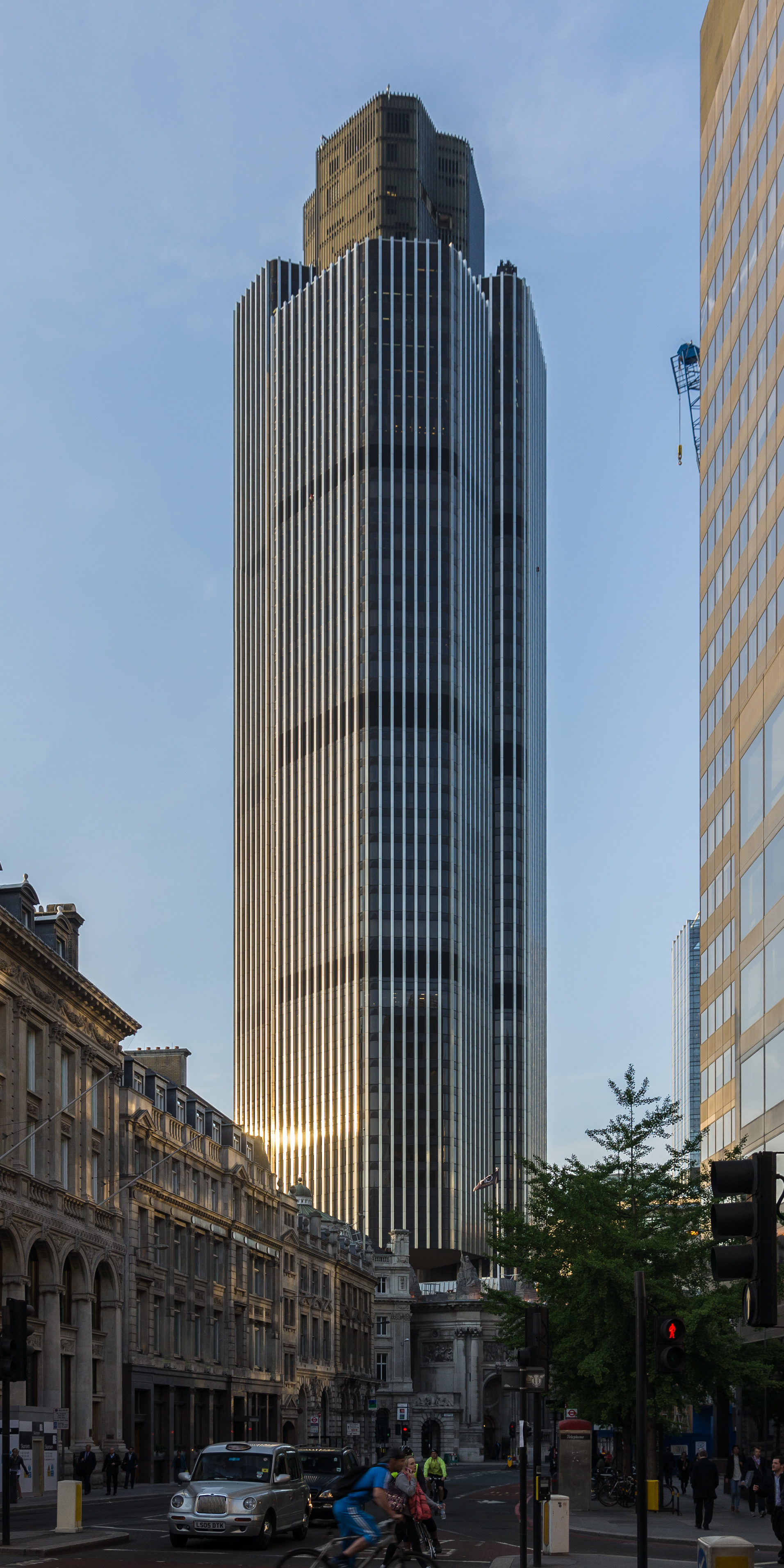
Südseite des Wolkenkratzers
Grundriss und Isometrie des Gebäudes